# إماتين
إماتين قرية فلسطينية    قديمة تتبع محافظة قلقيلية بالضفة الغربية. تقع في جنوب غرب مدينة نابلس، وتبعد عن نابلس مسافة 11 كم، ويصل إليها طريق محلي طوله 1.5 كم يربطها بالطريق الرئيسي نابلس  – قلقيلية، وتبعد عن قلقيلية مسافة 19 كم.

## معنى الاسم
بكسر أوله وفتح ثانيه مع تشديد الميم وكسر التاء، وياء ونون. قد يكون الجزء الأول من هذا الاسم من هذا الاسم (إمّا) آرامياً بمعنى المكان الأول، والمفضل من جذر (أم) ويفيد الأولية والإمامية، ومنه الإمام، وأمام. والجزء الثاني (ين) علامة تثنية.
وهناك من يقول أن اسم القرية أصله من ايماثان وتعني: أهل الخير، وتنتشر الآثار الآرامية بالقرية حيث تقع مبانيها الحالية على أنقاض مباني قديمة تمتد من حارة الحبلة إلى الحارة الغربية، وأينما تحفر تجد آبارا قديمة وبيوتا وكهوفا منحوتة بها بعض التوابيت تدل على الحضارة الآرامية، وتقع غربها حبايل الجماس التي تنتشر بها الآثار الآرامية.

## جغرافيتها
تقع القرية جغرافيا على خط (شمال 32.19 شرق 35.15)، وهي تقع على تلال بسفح جبل (فرعتا) والذي هو امتداد لجبال نابلس، وترتفع أرضها عن سطح البحر من 380 إلى 500م ومركز القرية يرتفع حوالي 430م عن سطح البحر. تبلغ المساحة العمرانية للقرية حوالي 360 دونماً، وتبلغ مساحة أراضيها الكلية 7200 دونم حسب السجلات الرسمية، وتحيط بأراضيها القرى التالية:
من الشمال: جيت، وكفر قدوم.
من الجنوب: عصيرة القبلية، وزيتا، ودير استيا.
من الشرق: فرعتا (تقع ضمن اراضي القرية)، وتل، وبورين، ومادما.
من الغرب: حجة، والفندق، وجينصافوط.

## أهمية القرية
اكتسبت القرية أهمية بالغة بسبب موقعها الاستراتيجي حيث كانت ممرا للقوافل التجارية والعسكرية بين نابلس ويافا فقد مرت منها جيوش صلاح الدين الأيوبي ومرت منها الجيوش العثمانية التي خسرت الحرب العالمية الأولى.

## سكان القرية
بلغ عدد سكانها في سنة 1922م حوالي 234 نسمة، ارتفع في سنة 1945م إلى 440 نسمة، وفي سنة 1967م بلغ عدد سكانها حوالي 717 نسمة، ثم ارتفع إلى 1230 نسمة في سنة 1987م، ثم وصل في سنة 1995 إلى حوالي 1627 نسمة، وبلغ في سنة 1997م حوالي 1742 نسمة، وبلغ في سنة 2001م حوالي 2000 نسمه، هذا بالاضافه إلى أكثر من 1200 نسمه يعيشون في خارج الوطن، وارتفع عدد سكان القرية في سنة 2005م إلى 2863 نسمة، وفي سنة 2007م وصل عدد السكان إلى 2534 نسمة.

## التعليم
أنشئت بها مدرسة خلال العهد العثماني أصبحت بعد النكبة ابتدائية كاملة، ويوجد الآن يوجد بالبلده مدرستان وروضة أطفال: مدرسة اماتين الأساسية (للبنات) ومدرسة اماتين الثانوية (مختلط-شامله).
مدرسة اماتين الأساسية: اسست في بدايه الستينيات كمدرسة ابتدائيه للبنات تدرس الصفوف من الأول الابتدائي إلى الصف السادس. وكانت وحتى منتصف السبعينيات في مباني مستاجره قام الاهالي بعدها بتخصيص قطعه ارض وبناء مدرسة حديثه وذلك بمجهود ذاتي من الاهالي. توسعت المدرسة كثيرا وتم إضافة العديد من الغرف الدراسية اليها، ففيها حاليا حوالي 11 غرفه دراسيه وملحقاتهن. تدرس المدرسة الآن التلاميذ من البنات والبنين في الصفيين الأول والثاني الابتدائي والبنات حتى الصف السادس الابتدائي تنتقل البنات بعدها إلى مدرسة اماتين الثانوية لتكميل التعليم الاعدادي والثانوي.
واليوم في سنة 2014 يوجد في القرية ثلاثة مدارس: مدرسة إماتين الأساسية المختلطة وهي تعلم الصفوف الأساسية من الأول إلى الرابع الأساسي لكلا الجنسين، ومدرسة بنات إماتين الثانوية، وهي تعلم الإناث من الصف الخامس الأساسي إلى الصف الثاني عشر (التوجيهي الأدبي)، ومدرسة ذكور إماتين الثانوية تعلم الذكور من الصف الخامس الأساسي إلى الصف الثاني عشر (التوجيهي) الأدبي للذكور، ومختلط للعلمي. كما يوجد فيها الآن روضتان للأطفال ما دون المدرسة.

## النشاط الإقتصادي
يعتمد السكان في المعيشة على الزراعة: الزيتون، واللوز، والعنب والتفاح والحبوب والخضار، ويربون الأغنام والأبقار، كما أن التجارة تحتل مكانة مرموقة عند أهل القرية، وخاصة تجارة اللحوم وتجارة النحاس والألومنيوم.

## الآثار
يوجد بالقرية وحولها مناطق أثرية كثيرة منها:
خربة إفقاس: تقع في الجنوب الشرقي من إماتين. ترتفع 491 متراً عن سطح البحر، تحتوي على بقايا بناء علوي وصخور منحوتة وعتبة باب عليا منقوشة.
خربة القسطينة: تقع في شمال القرية وعلى بعد نحو 1 كم، تحتوي على «أنقاض محلة صغيرة».

## معاناة القرية من الاحتلال
تتعرض القرية لهجمة استطانية شرسة على اراضيها خاصة من الجهة الغربية والجهة الشمالية وتظهر خرائط الجدار الإسرائيلي الفاصل انه سيبتلع معظم اراضي القرية من ثلاث جهات، وقد نزح العديد من سكان القرية بسبب الاحتلال ويقيم النازحون الآن في الأردن ودول الخليج العربي، والنسبة الأكبر منهم تقيم بمدينة الزرقاء بالأردن.